# Pax æterna
Pax æterna è un film del 1917, diretto da Holger-Madsen.

## Trama
L'anziano ed infermo Elin XII, re di una nazione europea, ha il grande orgoglio di essere soprannominato "il principe della pace": nel corso del suo lungo regno la sua nazione non ha mai partecipato ad una guerra, anzi si è battuta per propugnare l'idea di una pace perpetua. Principale ideologo di questa posizione è Claudius, di famiglia nobile, professore della locale università, che sta lavorando alla sua ultima opera, intitolata appunto "pax æterna".
Claudius ospita a casa propria lo studente straniero Malcus, il miglior amico di suo figlio Gregor, come lui, e tutti, infervorato dalle teorie del professore, le cui lezioni all'università entrambi i giovani seguono, insieme all'altra figlia di Claudius, Bianca. Alle lezioni di colui che è stato in passato il suo professore assiste a volte anche Alexis, il figlio del re, principe ereditario. Alexis e Bianca hanno una relazione amorosa, tenuta relativamente segreta perché entrambi sono coscienti del fatto che la futura ascensione al trono del principe sarebbe stata incompatibile, secondo le leggi del paese, con un eventuale loro matrimonio.
Il paese confinante con quello di re Elin ha però intenzioni manifestamente bellicose: in un concitato consiglio di stato presieduto da re Elin il ministro della guerra propone un'azione preventiva, ma il re dichiara che preferirebbe morire piuttosto che una guerra venisse a macchiare la sua reputazione di principe della pace. Detto fatto: Elin è colto da un attacco cardiaco e muore. E il nemico dichiara guerra e attacca.
Malcus è cittadino del paese nemico: deve rimpatriare clandestinamente (ma aiutato da Claudius) per evitare di essere bloccato al confine dei due paesi ormai in guerra, e lo fa con tanto maggiore disappunto in quanto anch'egli è innamorato di Bianca, che lo considera un buon amico, ma nulla più. Non può competere col principe ereditario: ubi maior. Giunto a casa, Malcus è in dovere di arruolarsi, e anche Gregor, da parte sua, deve servire la patria: così i due migliori amici si trovano ora a combattere come nemici.
Claudius e la figlia intanto, costretti ad evacuare la loro abitazione, entrano come volontari nella Croce Rossa.
Malcus, profondamente abbattuto, sente che il rifiuto da parte dell'amata lo farebbe quasi desiderare di perdere la vita sul campo di battaglia. Il che accade piuttosto in fretta: in uno scontro a distanza ravvicinata Malcus uccide un nemico, poi si accorge trattarsi di Gregor. In preda alla disperazione si scopre esageratamente divenendo facile preda dell'opposto schieramento, e muore, cadendo vicino all'amico. È proprio Bianca a scoprire i due cadaveri.
Il nemico è oramai sospinto fuori dal territorio di Alexis, ora re. Vi sono contrasti fra il re e i ministri, ma Alexis riesce ad evitare le dimissioni del governo e a far passare la sua proposta - fortemente caldeggiata da Bianca, e alla quale aderisce, dopo qualche scoraggiamento, anche il professor Claudius – di organizzare una delegazione per convincere i paesi europei a partecipare ad un congresso per bandire la guerra dal continente. Viene allestita, sotto l'egida della Croce Rossa, la "nave della pace" (denominata appropriatamente Pax æterna), che, presieduta da Claudius insieme con la figlia, nel giro di un anno di intense relazioni internazionali riesce a convogliare l'assenso di tutti i paesi.
Mentre il congresso di pace si riunisce, inaugurato da un accorato discorso di Bianca, una folla di cittadini si riunisce davanti al palazzo. Alexis chiede ai rappresentanti del governo un parere riguardo alla possibilità che egli possa unirsi in matrimonio con Bianca nonostante le usanze del paese. I ministri – che oltre alla pace fra nazioni paiono interessarsi ora alla giustizia sociale e alla democrazia - gli consigliano di chiedere al popolo. Quando il re e Bianca si affacciano al balcone, il responso plebiscitario della folla riunita è: "Viva il re Alexis e la regina Bianca!".

## Produzione
La pellicola consta di 5 bobine, e, a seconda del paese in cui è stato distribuito il film, la lunghezza complessiva varia fra i 1775 e i 1825 metri.
Il film è nato da un'idea di Ole Olsen, il fondatore della Nordisk Film, che ha contribuito alla sceneggiatura: girato e distribuito durante la prima guerra mondiale, è considerato uno dei primi film ad intenti pacifisti.

## Distribuzione
Pax æterna è uscito nelle sale cinematografiche danesi, distribuito dalla Fotorama, il 16 febbraio 1917 al Paladsteatret di Copenaghen; sono succedute uscite in Svezia (19 marzo 1917), Ungheria (2 febbraio 1918) e Finlandia (23 dicembre 1918).